# Орвигсберг (Пенсилванија)
Орвигсберг (енгл. Orwigsburg) град је у америчкој савезној држави Пенсилванија.

## Демографија
По попису из 2010. године број становника је 3.099, што је 7 (-0,2%) становника мање него 2000. године.
| Група             | 2000.         | 2010.         |
| Белци             | 3.025 (97,4%) | 2.929 (94,5%) |
| Афроамериканци    | 10 (0,3%)     | 31 (1,0%)     |
| Азијати           | 34 (1,1%)     | 65 (2,1%)     |
| Хиспаноамериканци | 17 (0,5%)     | 47 (1,5%)     |
| Укупно            | 3.106         | 3.099         |